# Paola Pisano

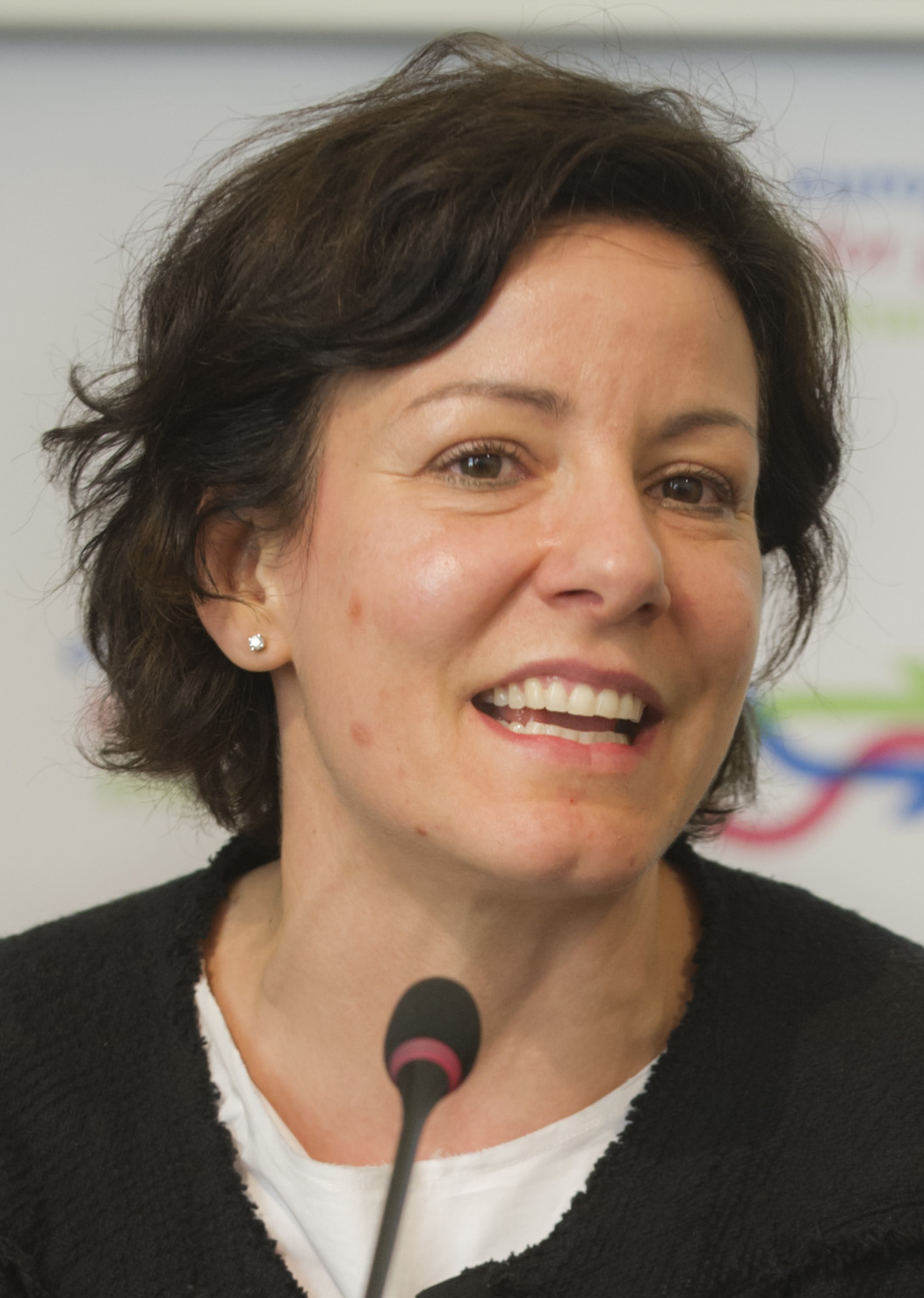
Pisano in 2018

Paola Pisano (Turijn, 4 januari 1977) is een Italiaans politica en academica. Sinds 5 september 2019 is zij minister voor Technologische Innovatie en Digitalisering in het kabinet-Conte II.

## Biografie
Paola Pisano is wethouder Innovatie voor de gemeente Turijn geweest en universitair onderzoeker op het gebied van innovatiemanagement aan de Universiteit van Turijn. Bij de faculteit voor Informatica aan de universiteit van Turijn was ze voorzitter van de commissie die zich bezighoudt met de samenwerking met bedrijven. Tevens was ze aan deze universiteit directeur van het Centrum voor Multidisciplinaire Technologische Innovatie (IcxT). Ze was gastdocent aan de Universiteit van Westminster en als consultant verbonden aan verschillende projecten met betrekking tot bedrijfsinnovatie. In 2018 is zij door het magazine Digitalic uitgeroepen tot ‘meest invloedrijke vrouw in de digitale industrie’.
In de lente van 2019 sloeg zij de kandidatuur voor het lijsttrekkerschap van de Vijfsterrenbeweging bij de Europese verkiezingen af om wethouder te blijven in het gemeentebestuur van Turijn, onder leiding van burgemeester Chiara Appendino. Zij wilde de projecten die ze gestart was voor de gemeente voortzetten.

### Wethouder voor Innovatie voor de gemeente Turijn (2016-2019)
Tijdens haar wethouderschap voor de gemeente Turijn heeft ze het startschot gegeven voor experimenten met zelfrijdende auto's en heeft zij tevens de eerste zelfrijdende lijnbus in gebruik genomen. Daarnaast heeft ze bedrijven in Turijn gestimuleerd bij het testen van risicovolle technologische producten, zoals bij het project Torino City Lab. Tijdens haar wethouderschap heeft ze zich verder beziggehouden met de digitalisering van de gemeentelijke diensten en het webportaal ‘Torino Facile’ (Eenvoudig Turijn) ingevoerd. Ook zijn er in het centrum van de stad voor het eerst twee shows met drones gehouden.

### Minister voor digitale innovatie (2019-)
Sinds 5 september 2019 is Paola Pisano minister voor Technologische Innovatie en Digitalisering in het kabinet-Conte II. Op 17 december 2019 presenteerde zij in Rome het ‘Manifest voor de Digitale Republiek’, waarmee zij de digitale identiteit en het digitale adres weer nieuw leven in wil blazen, de traditionele productiesectoren onder de aandacht wil brengen en ontwikkeling inclusief en duurzaam wil maken: 
‘Wat wij voorstellen is een gezamenlijke visie, waarmee we het land een digitale en technologische transformatie kunnen laten ondergaan langs drie lijnen: digitalisering, innovatie en een ethisch verantwoorde en duurzame ontwikkeling.‘
Als voorstander van technologie die ontwikkeld wordt op ethische, inclusieve en transparante wijze, heeft zij met de ‘Fondazione Leonardo’ een intentieovereenkomst ondertekend, waarin het ethische en juridische kader is geschetst voor de ontwikkeling en de toepassing van kunstmatige intelligentie, in het bijzonder voor vraagstukken die samenhangen met openbaar bestuur. Namens de Italiaanse regering heeft zij, samen met Microsoft, IBM, de Wereldvoedselorganisatie FAO, ook de ‘Call for Ethics’ van de Pauselijke Academie voor het Leven ondertekend voor de ontwikkeling van kunstmatige intelligentie. In maart 2020 heeft zij, om de maatschappelijke en economische gevolgen van de coronapandemie te verzachten, actief een project ondersteund voor digitale solidariteit dat zowel publieke als private partijen aanspoort om burgers die in Italië werken en studeren te helpen met diensten, deskundigheid en inzet.